# Infanticidio en primates
El infanticidio en primates no humanos ocurre cuando un individuo mata a un descendiente joven, tanto propio como de otro individuo.
Se han propuesto cinco hipótesis para explicar el infanticidio en primates no humanos: explotación, competencia de recursos, manipulación parental, selección sexual y patología social.

## Hipótesis de infanticidio

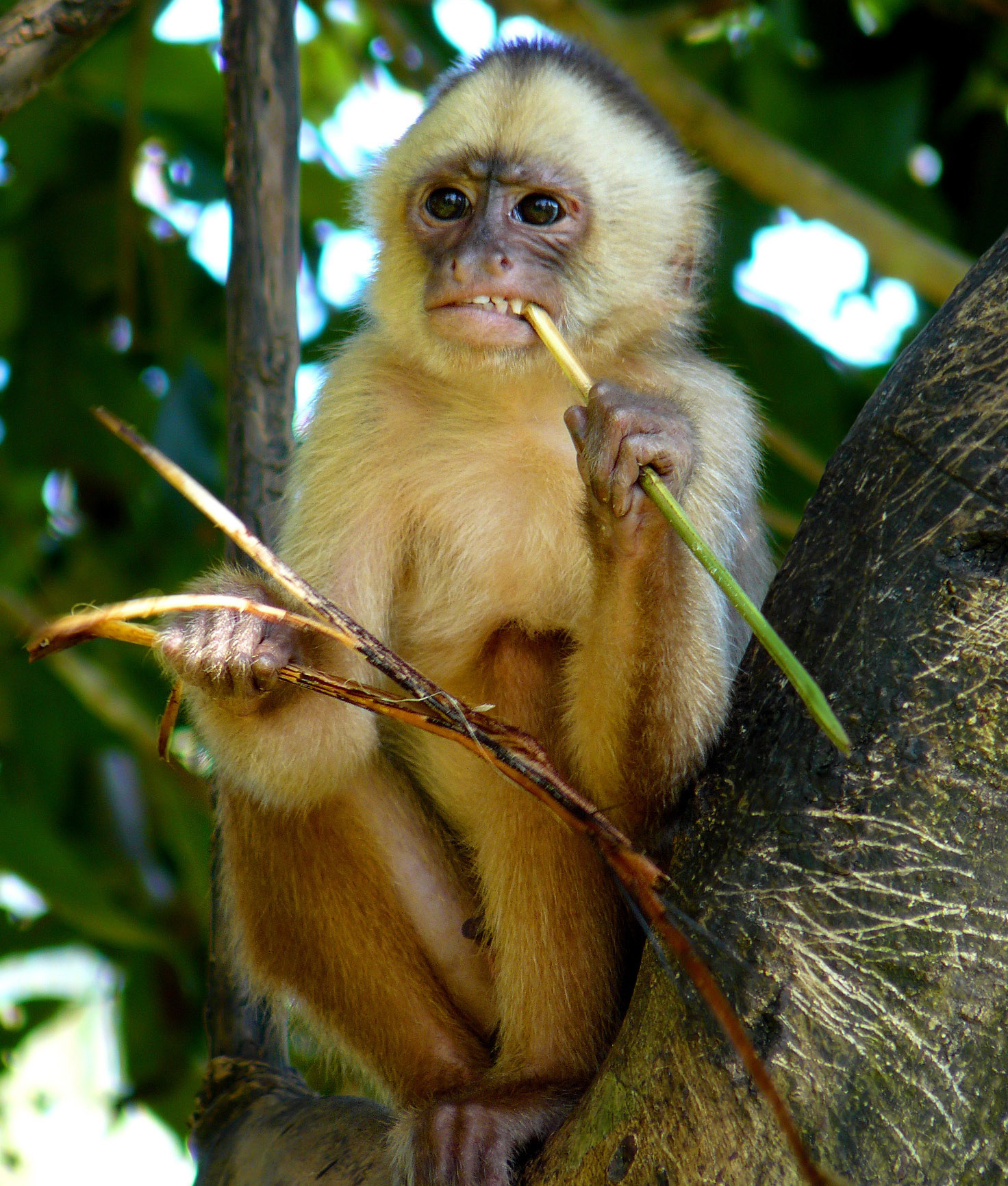
Un capuchino de frente blanca sentado en un árbol. Los casos de infanticidio en capuchinos de frente blanca se atribuyen a competencia de recursos.

### Explotación
En este caso el infanticidio ocurre como resultado de la explotación cuando los individuos que ejecutan el infanticidio se benefician directamente del consumo o uso de su víctima. El individuo puede convertirse en un recurso: alimento (canibalismo), protección contra agresión o necesidad de obtener experiencia materna.
La forma de explotación en primates no humanos más atribuible a las hembras adultas ocurre en aquellos casos en los que las hembras no lactantes roban un bebé de su madre y lo retienen por la fuerza hasta la inanición. Estas primates que no pueden amamantar obtienen una experiencia parecida a la maternidad, pero carecen de los recursos para alimentar al bebé, razón por la que este muere.

### Competencia de recursos
La competencia de recursos se produce cuando hay muy pocos recursos en un área particular para la cantidad de población existente y es un motivador principal para el infanticidio. Puede ocurrir tanto fuera como dentro de grupos familiares. Se ha demostrado que las chimpancés hembras dominantes, de alto rango, con mayor frecuencia atacan a una hembra de menor rango y a su bebé debido a la competencia de recursos. 
Los primates de fuera de grupos familiares pueden infiltrarse en áreas y matar a bebés de otros grupos para eliminar la competencia por los recursos. Cuando los recursos son limitados, los bebés son más fáciles de eliminar del grupo de competencia que otros miembros del grupo porque son más indefensos y por tanto se convierten en objetivos de infanticidio.
El infanticidio de primates motivado por la competencia de recursos también puede implicar el canibalismo del pequeño como fuente de nutrición.
La competencia de recursos también es un motivador principal en el infanticidio entre especies, o la muerte de infantes de una especie por otra especie. Al eliminar a los bebés de otra especie en el mismo entorno, aumenta la probabilidad de que el agresor y sus propios bebés obtengan más recursos. Este comportamiento ha sido una consecuencia observada de múltiples conflictos entre especies de primates. En estos casos, también se han observado casos de agresión directa hacia infantes interespecíficos además del infanticidio:  en estos casos de agresión directa, el agresor era el objetivo anterior de la agresión dentro de una especie dirigida hacia ellos. La agresión directa y el infanticidio llevados a cabo por estos agresores podrían atribuirse a una agresión redirigida.

### Manipulación parental

#### Infanticidio materno
El infanticidio materno es la muerte de jóvenes dependientes por parte de la madre. Es poco frecuente en primates no humanos. Ocurre cuando la madre evalúa la probabilidad de supervivencia infantil con base en muertes infantiles previas: si es poco probable que el bebé sobreviva, puede ocurrir infanticidio lo que puede permitir que la madre invierta más en su descendencia actual o futura, lo que lleva a una mayor capacidad reproductiva neta en la madre.
El infanticidio paterno rara vez se observa en primates no humanos. En un extenso estudio de macacos japoneses salvajes en los que se rastreó casos de infanticidio, el análisis de ADN reveló que los machos no atacarían a sus propios descendientes o descendientes de una hembra con la que se aparearon. Además, se encontró que las hembras formaban vínculos sociales con los machos a fin de protegerlos del infanticidio.

### Competencia sexual
El infanticidio aumenta el éxito reproductivo de un macho cuando se hace cargo de una nueva tropa de hembras. Este comportamiento se ha observado en langures que viven en grupos de cría de un solo macho.  Las hembras cuyos bebés fueron muertos exhibieron un comportamiento de estro y copularon con el nuevo líder. Estos efectos son el resultado de la aceleración de la terminación de la amenorrea de la lactancia. Esto proporciona una ventaja al macho porque la hembra copulará más rápidamente con él y criará a su cría en lugar de a la cría del compañero anterior; su estado físico aumenta a través del uso de infanticidio. El infanticidio en las unidades de cría de un solo macho también se ha observado en los monos de cola roja y los monos azules.  Además de los grupos de cría de un solo macho, el infanticidio sexualmente seleccionado a menudo se produce en grupos de cría de múltiples machos y hembras, incluidos el aullador rojo y el aullador de manto. Los machos adultos macacos japoneses tenían ocho veces más probabilidades de atacar a los bebés cuando las hembras no se habían apareado con el macho mismo

### Patología social: papel de la organización social

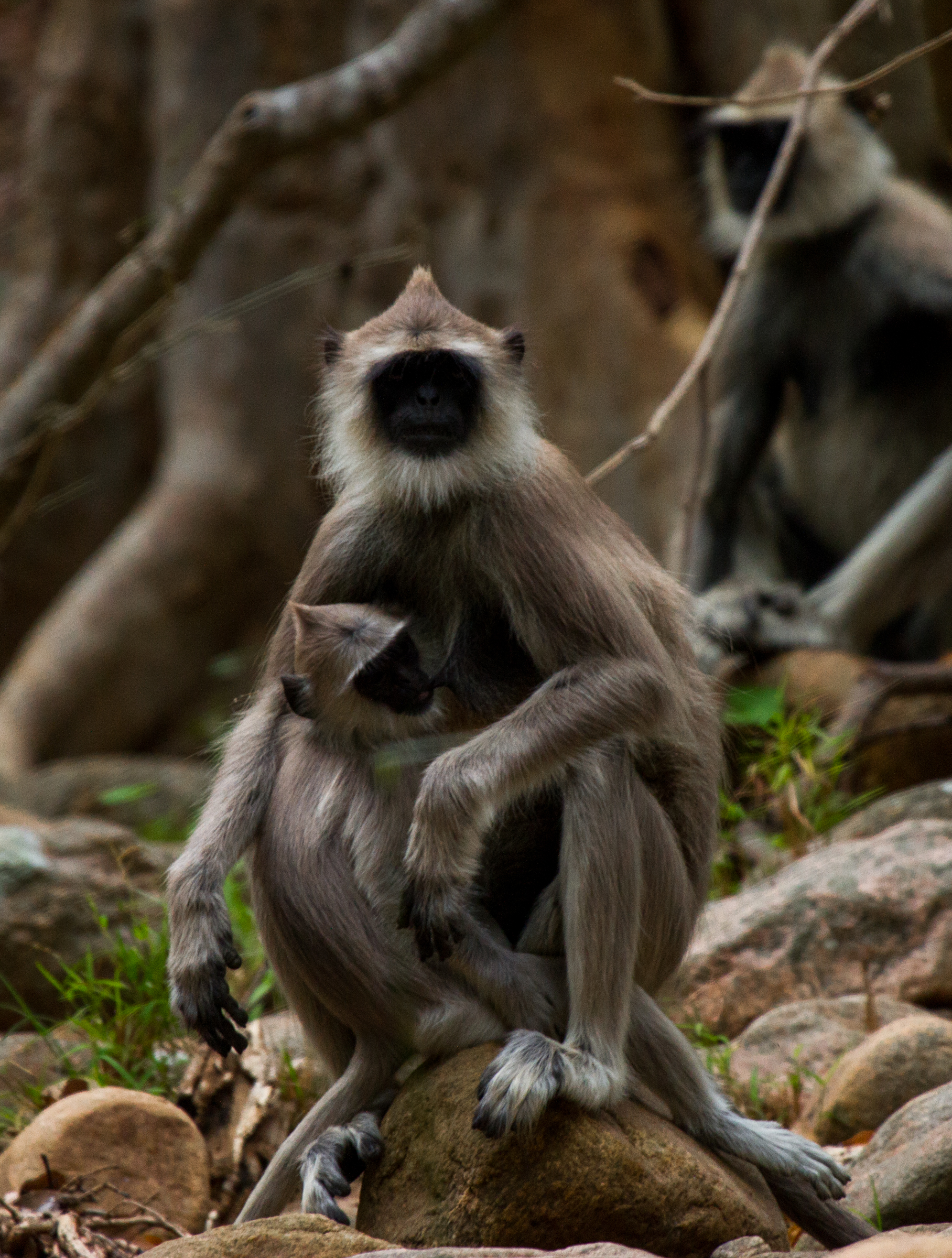
Una madre de langur Hanuman alimentando a un bebé. Se sabe que los langures Hanuman hembras utilizan la confusión de la paternidad mediante la ovulación oculta.

En los mamíferos, la interacción entre los sexos generalmente se limita al ciclo estral femenino o la cópula. Sin embargo, en primates no humanos, estos enlaces macho-hembra persisten más allá del estro. Se presume que las relaciones sociales entre machos y hembras en primates sirven como protección contra el infanticidio masculino La asociación durante todo el año sirve para disminuir la probabilidad de infanticidio de otros machos, además, muchos primates viven en grupos con múltiples hembras y se ha propuesto que estas hembras viven juntas para reducir el riesgo de infanticidio a través de la confusión de la paternidad o la ovulación oculta. Sin embargo, pueden surgir interacciones complejas cuando las hembras tienen clasificaciones sociales diferentes y la disponibilidad de recursos se ve amenazada. Muy a menudo, las hembras dominantes matan a los jóvenes de una hembra menos dominante cuando surge competencia.